# 永瀬洋治
永瀬 洋治（ながせ ようじ、1931年（昭和6年）9月10日 - 2012年（平成24年）2月11日）は日本の政治家。埼玉県川口市長（第15代 - 第18代）。

## 来歴
埼玉県川口市出身。市立浦和高等学校を経て1954年に立教大学を卒業し、川口市役所に就職、1967年に川口市議会議員に初当選、この年の第22回国民体育大会では事務局長を務めた。
埼玉県議会議員を経て1981年から1997年まで4期16年川口市長を務めた。市長退任後も日本体育協会の理事、埼玉県体育協会の副会長、埼玉県国際交流協会の副会長、日本オペレッタ協会の理事を務めた。
市長在任中、「文化の香る街づくり」を掲げて川口駅前の公害資源研究所跡地の払い下げを受けて川口リリアを建設すると共に川口市民音楽協会会長（市長を退任した1998年から名誉会長）に就任、第九の会などを設立した。
JCN埼玉でトーク番組「永瀬洋治の爺放談」を持っていた。
2012年2月11日に肺炎のため死去、80歳没。死没日をもって従四位に叙される。

## 家族
- 永瀬秀樹 養子（旧姓新藤。自由民主党衆議院議員新藤義孝の実弟）。2015年4月から埼玉県議会議員（3期、自由民主党）。

## 受章歴
- 1992年 - 藍綬褒章
- 2002年 - 勲三等旭日中綬章[10]
- 2008年 - 川口市名誉市民
- 2008年 - 従四位

## 著書
- 『わたしの川口物語』（2009年、求竜堂）